# مایک نولان (خواننده)
مایک نولان (به انگلیسی: Mike Nolan) (زاده ۷ دسامبر ۱۹۵۴) خوانندهٔ انگلیسی است.
او عضو گروه باکس فیز است.